# 杜辛·久基奇
杜辛·久基奇（1980年12月20日—），生于托普利察区，塞爾維亞职业足球运动员，现效力于中國超級足球聯賽球会重慶力帆。

## 生涯
在他的職業生涯裡，他曾效力於FK Topličanin、潘切沃戴拿模、雷德，雷德，奧比歷鍚，FC Železnik、沃斯多瓦克，但他的事業開始起飛於2006年1月，他加盟國內班霸貝爾格萊德紅星。在2005-06賽季下半季，久基奇在9場聯賽中射入8球，幫助紅星捧走聯賽冠軍。
隨後一季，他亦取得了14個進球，成為球隊的首席射手，幫助球隊再次奪走該季聯賽冠軍。
2007年夏天，他被球會賣給了比利時球會布魯日，2009年1月，他被借到奧摩尼亞，為期6個月。2009年9月，他再被借到普洛耶什蒂，度過另外的4個月。
2010年3月10日布魯日正式宣佈租借該塞爾維亞前鋒予中國球隊重慶力帆，他目前與布魯日的合同在2011年6月到期。

## 連結
- Profile （页面存档备份，存于） at footballdatabase
- Profile at Jelenfootball